# Gorno Tchitchevo
Gorno Tchitchevo (en macédonien : Горно Чичево (Gorno Čičevo)) est un village du centre de la Macédoine du Nord, situé dans la municipalité de Gradsko. Le village comptait 22 habitants en 2002.

## Démographie
Lors du recensement de 2002, le village comptait :
- Macédoniens : 21
- Serbes : 1